# Kaitoke

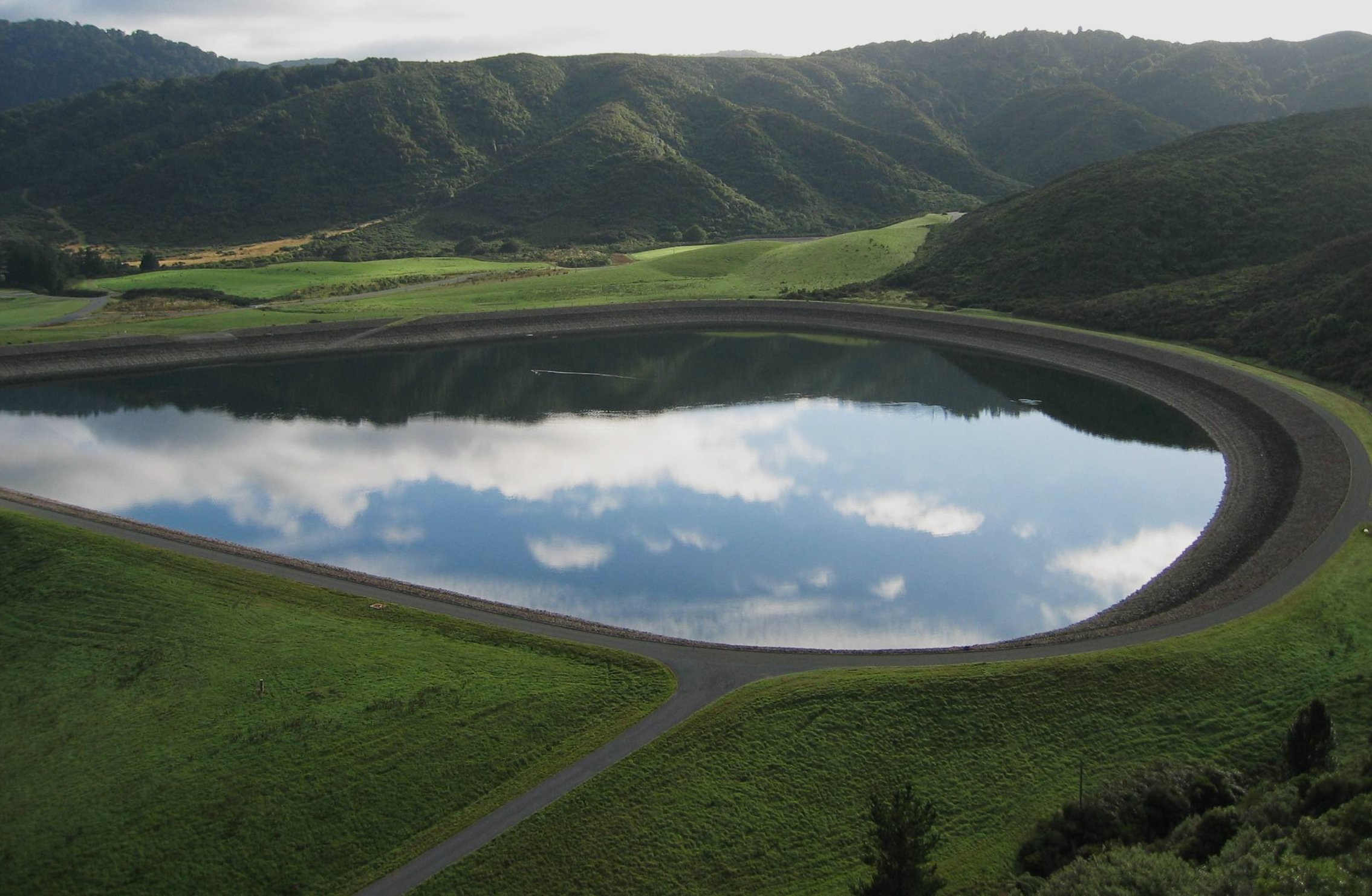
Le réservoir de ‘Upper Stuart Macaskill’.

Kaitoke, est une partie de la ville de Upper Hutt. C’est une localité située dans le sud de l’Île du Nord de Nouvelle-Zélande.

## Situation
La ville est localisée à l’extrémité nord de la vallée de Hutt, à 45 kilomètresau nord-est de la ville de Wellington et à 6 kilomètres de l’extrémité nord de la zone urbaine de ‘Upper Hutt’. Elle siège aussi à l’extrémité sud de la chaîne du Monts Tararua.

## Chemin de randonnée
Le chemin de randonnées nommé "Puffer" donne accès dans le « parc de la forêt de Tararua » montant à partir de la ville de Kaitoke jusqu’à la crête de « Marchant Ridge ». Cette crête est une partie de la chaîne du Monts Tararua, qui est visible en hauteur à partir de Wellington. Le chemin “Marchant Track” a un coté donnant sur la vallée de ‘Tauherenikau’. La fin de la “Marchant Ridge” (après quatre heures de montée de la colline), tous les voies conduisant au Mont Alpha, va jusqu’au « Southern Crossing ». L’ensemble du chemin vers le mont Alpha longe la zone de recueil des eaux du secteur de Hutt (Hutt water Area.).
La rivière Pakuratahi s’écoule à travers l’est du Bassin de Kaitoke à partir de sa source située dans la chaîne de Rimutaka.
Le fleuve Hutt a sa source au nord de la ville de Kaitoke, et la plupart des terrains à proximité sont utilisés comme réserve pour la fourniture d’eau.
La réalisation de film, le rafting, la natation et d’autres activités humaines prennent place en aval de la saisie de l’eau de boisson.
Le parc régional de Kaitoke (en) qui est à proximité, fut le lieu de tournage de séquences pour les vues extérieurs de Rivendell pour le film  Le Seigneur des anneaux : La Communauté de l'anneau.

## Installation
La première auberge de jeunesse (“Youth Hostel) de l’Île du Nord fut établie dans les anciennes baraquements du ‘Ministère des travaux’ au niveau de « Kaitoke”, qui était derrière le bureau de Poste et le long de « Kaitoke Hall ». Le bureau de poste (Post Office), le Hall, et le “Youth Hostel” furent reconstruit seulement plus tard au niveau de la ville. D’autres installations comportent une petite piste d’atterrisdsage fonctionnant avec le “Upper Valley Gliding Club” dans le but de glisser un coup ‘œil au dessus du secteur thermal

## Chemin de fer

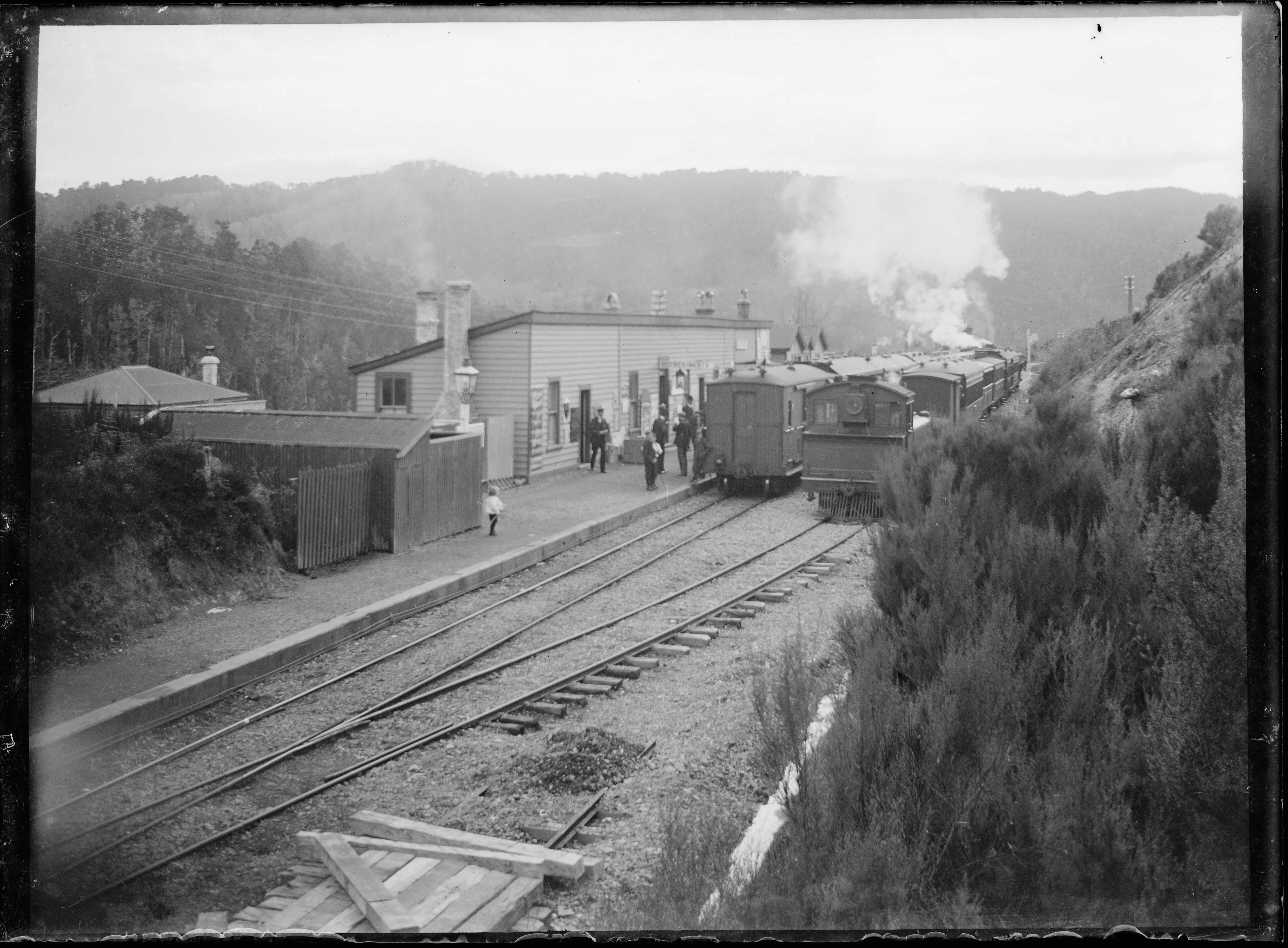
La gare de Kaitoke en 1901

Le trajet ancien de la ligne de chemin de fer de la ligne de Wairarapa (en), qui se termina avec l’ouverture du  tunnel de Rimutaka (en) en novembre 1955, parcourrait la vallée de « Upper Hutt » via « Maymorn » vers « Kaitoke » et autour de « Goat Rock » en montant de Pakuratahi vers le sommet et, de là, à cause de la raideur excessive, le rail central était utilisé pour aider les trains au niveau du  Rimutaka Incline (en) entre le sommet et " Cross Creek" . Cette ligne de chemin de fer est maintenant le  Rimutaka Rail Trail (en).